# 乌拉城之战
乌拉城之战爆发于1613年农历正月。建州统治者努尔哈赤率领三万军队分兵两路突袭乌拉都城，乌拉贝勒布占泰以其子达拉穆守城，自己亲率三万军队迎战，双方在富尔哈河一带相持不下。然而，由于都城失守、富尔哈城主转投努尔哈赤，乌拉军队因此进退失据进而溃败。布占泰率残部投奔叶赫，乌拉灭亡，其部众被建州吞并改编。

## 背景
1612年农历九月，建州统治者努尔哈赤于乌拉河之战中击败势如破竹击败乌拉军队，布占泰于江中求和，双方达成口头协议，由布占泰将儿子、亲信宗族大臣送往建州为质作为撤兵条件，努尔哈赤在乌拉河边的伊玛呼山上建造木城留一千人驻守监视。在此之前，乌拉已于乌碣岩、宜罕山两次关键之战中败于建州，元气大伤。乌拉河一战，努尔哈赤本有一鼓作气击溃乌拉的想法，但因蒙古科尔沁贝勒翁阿岱率兵援助乌拉，所以以议和为缓兵之策。乌拉方面，布占泰并未有送人去建州的行动，而是准备送人质去叶赫以加强二者之间的联盟，然而，这一想法还没来得及实施，仅三个月后，1613年农历正月，努尔哈赤在准备充足的情况下亲率贝勒代善、阿敏、大将额亦都、费英东、何和礼、扈尔汉、安费扬古、扬古利等共三万大军对乌拉发动突然袭击。

## 经过
建州军队进入乌拉境内后沿江而下，一路由口前出山攻克逊札泰城，随后与另一路合兵攻克郭多城，乌拉军队收缩防线，从鄂谟城中撤走，建州军队于当晚进占该城。连下三城后，建州军挥师直逼乌拉都城的南大门——富尔哈城。布占泰令其子达拉穆台吉守城，自己亲率三万大军出城迎战。同时派遣人质十七人前往叶赫请求救兵，布占泰希望能够阻挡住努尔哈赤的进攻，形成相持局面，以期待援兵赶来进行反击。两军相距百步左右，骑兵下马步战，瞬间箭射如雨，喊杀震天。乌拉兵锋甚锐，扬古利等与其力战不下。进入相持阶段后，努尔哈赤萌生退兵之意，准备遣使对布占泰进行劝降。何和礼力主继续战斗，力劝努尔哈赤不要对布占泰抱有幻想。建州军于是兵分两路，由安费扬古率部假扮乌拉兵败退回城，以期诈开城门，达拉穆识破其计，建州军队遂架梯攻城，乌拉守军烧毁云梯，建州大将阿兰珠等阵亡。安费扬古猛攻南门，令士兵拿出准备好的土包抛向城下，不久即与城墙高度平齐，建州军登城而入，树立大旗于城上。努尔哈赤率领大部队随后跟进，守军不敌，达拉穆拔剑自刎。
在富尔哈河与建州军相持的布占泰听闻都城有失，立刻回兵援救，此时，富尔哈城主之子阿海、阿尔胡苏献城投降建州，布占泰瞬时腹背受敌，建州军队趁势掩杀，乌拉军队奋力抵抗，伤亡近万，建州则损失七八千人，双方战将阵亡者达数百员之多。布占泰率部退至乌拉城下，发现努尔哈赤坐在西城楼，城上遍布建州旗帜，只得逃离，途中遭到代善截击，布占泰无力抵抗，于是收拢残部千余人投奔叶赫而去，历时五十一年、四任贝勒的乌拉至此灭亡。

## 后续
努尔哈赤在乌拉停留十天，将乌拉降民编户万余迁往建州。满泰、布占泰后裔被编入正白旗，乌拉贝勒家族其余成员除正白旗台费喀曾孙爱音榖鲁一系外，多分布于镶黄、正黄、镶白、镶红、正蓝五旗。布占泰被叶赫收留后，努尔哈赤多次派使臣前往索要，均遭拒，布占泰最终客死叶赫。
布占泰之子洪匡曾谋划恢复乌拉，兵败自刎。